# Новотроїцьк
Новотро́їцьк (рос. Новотроицк) — місто, центр Новотроїцького міського округу Оренбурзької області, Росія.

## Географія
Новотроїцьк розташований на правому березі річки Урал, за 276 км від Оренбурга, на кордоні з Казахстаном. На сході Новотроїцьк практично межує з Орськом: відстань між містами 14 км.

## Історія
Засноване як промисловий центр, місто розташоване в українському історичному регіоні Оренбуржчині, який часто зараховують до східних окраїн Жовтого Клину. Перше поселення на місці сучасного міста — хутір Новотроїцьк заснований вихідцями з України на початку 20 століття під час масового заселення південноуральських степів українцями.
13 квітня 1945 року місто отримало статус обласного та разом з селищем Аккермановка були виділені зі складу Новотроїцького району.

## Населення
Населення — 98173 особи (2010; 106315 у 2002).

## Господарство
У місті діє Новотроїцький трамвай.